# بنغازي (فلم أمريكي)
بنغازي (بالإنجليزية: Bengazi) هو فيلم درامي أمريكي أنتج عام 1955 من إخراج جون براهم.

## ملخص
تدور أحداث الفيلم حول عدد من الباحثين عن الكنز في الصحراء بالقرب من مدينة بنغازي الليبية.

## ممثلون
- ريتشارد كونتي
- فيكتور مكلاغلن
- ريتشارد كارلسون[1]
- مالا باورز
- ريتشارد إردمان
- بيدرو غونزاليس

## وصلات خارجية
- بنغازي على موقع IMDb